# Michális Chatzigiánnis
Michális Chatzigiánnis (en grec moderne : Μιχάλης Χατζηγιάννης), né le 5 novembre 1978 à Nicosie à Chypre, est un chanteur-compositeur chypriote grec.

## Biographie

### Début et carrière à Chypre
Michális Chatzigiánnis est né le 5 novembre 1978 à Nicosie (Chypre) bien que ses parents soient originaires de Keryneia (Chypre du nord) d'où ils ont fui l'invasion turque de 1974. Il est diplômé de l'Académie de musique de Chypre (Royal College of London) en piano, guitare et théorie musicale.
À 15 ans, il remporte le premier prix d'un concours de chansons à Chypre Afetiries. Il commence sa carrière à Chypre avec trois enregistrements : Senario, O Mihalis Hatzigiannis Tragouda Doro Georiadi et Epafi. Il participe également à une production musicale chypriote : Pygmalion.
En mai 1998, il représente Chypre au concours de l'Eurovision avec une chanson de sa composition Γένεσις (Yenesis - Genesis). Il termine onzième.
À la suite du Concours Eurovision, Mihalis Hatzigiannis entretient une relation épistolaire avec la Belge Mélanie Cohl durant un an.

### Carrière en Grèce
Plus tard à Athènes, il collabore avec le compositeur Georges Hatzinassios (el) et le poète lyrique Michales Bourboulis pour créer l’album Άγγιγμα ψυχής (Angigma Psychis - Touch of Soul) qui a été réalisé en décembre 1998. L’album était composé de pièces de musique et de chansons d’une série TV du même titre. L’album fut disque de platine. Les deux chansons principales sont Άγγιγμα Ψυχής (Angigma Psychis - Touch of Soul) et Το Σώμα Που Ζητάς (To Soma pou Zitas – Le corps que tu cherches).
En mars 2000, Hatzigiannis sort son premier album solo Παράξενη Γιορτή (Paraxeni Giorti – Étrange Célébration). D’autres compositeurs et paroliers ont contribué à cet album qui a été l’un des meilleurs albums de l’année. La chanson Μόνο Στα Όνειρα (Mono Sta Onira – Juste en rêve) est restée numéro un en Grèce pendant plusieurs semaines. Deux autres chansons de l’album Παράξενη Γιορτή (Paraxeni Giorti – Étrange Célébration) et Και Θα Χαθώ (Ke tha Hatho – Je disparaîtrai) ont eu le même succès. L’album a été double album de platine et fut un nouveau départ pour le jeune auteur-compositeur sur la scène musicale grecque. En septembre 2000, Mihalis Hatzigiannis a entamé une série de concerts à Athènes.
Début 2001, il sort le single Δεν Έχω Χρόνο (Den Eho Hrono – Je n’ai pas le temps) qui arrive vite en haut des charts et devient disque de platine. Plus tard dans la même année, il apparaît en live avec la chanteuse grecque Háris Alexíou.
L’été suivant, il fait une tournée en Grèce pour la première fois. Au printemps 2002, il enregistre son second album solo Κρυφό Φιλί (Kryfo Fili – Baiser Secret) qui devient triple disque de platine. Cet album contient de nombreux succès : Είσαι Εδώ (Ise Edo – Tu es ici), Το Σ'αγαπώ (To S’Agapo – Je t’aime), Χωρίς Αναπνοή (Horis Anapnoi – Essoufflé), Η Εκδρομή (I Ekdromi - Excursion), Καπνός (Kapnos - Fumée) et d'autres.
Cet album a fait de lui un compositeur-interprète reconnu et prometteur. En 2002, il fait une nouvelle tournée en Grèce avec encore plus de succès. L’hiver 2002, il partage la scène avec une autre icône grecque, la chanteuse Dímitra Galaní.
En 2003, il sort Μόνος Μου (Monos Mou – Seulement Moi) un CD cinq titres qui devient triple disque de platine. Une des chansons Αν Μου Τηλεφωνούσες (An Mou Tilephonouses – Si Tu M'Avais Appelé) devint un hit et est toujours l’une des ballades les plus populaires de Grèce. L’été 2003, il fit une tournée en Grèce dont 63 spectacles se jouèrent à guichet fermé.
Il a reçu trois récompenses aux Music Awards Grecs en 2003 et quatre en 2004 dont celle du meilleur interprète masculin de l’année.
En avril 2004, il sort son troisième album solo Ακατάλληλη Σκηνή (Akatalili Skini - X Rated Scene) qui augmente sa popularité sur la scène musicale grecque. Le 30 avril 2004, il représente Chypre à la cérémonie officielle de l’élargissement qui se déroulait à Varsovie pour marquer l’arrivée des 10 nouveaux pays dans l’Union Européenne.
L’été 2004, il fait une tournée en Grèce et chante à la cérémonie de clôture des Jeux olympiques d’Athènes. L’hiver, il a fait une centaine d’apparition entre Athènes et Salonique avec le très populaire chanteur Paschalis Terzis.
L’été 2005, il refait une tournée grecque et en octobre, il va en Australie pour la première fois où il donne trios concerts. En septembre, il se produit avec Antónis Rémos à Athènes jusqu’en avril 2006. En mars 2006, il sort son premier album live avec trois nouvelles chansons Δε Φεύγω (De fevgo – Je ne pars pas), Δεν Είμαι Εδώ Για Κανένα (Den ime edo gia kanena - Je ne suis là pour personne) et Μοιάζουμε (Miazoume – On se ressemble).
Plus tard, en avril, il fait une tournée au Canada et aux États-Unis avec Georges Dalaras. En mai, il se produit avec Natása Theodorídou. L’été, il fait une tournée en Grèce. En août, il sort un single Ola i tipota (Tout ou Rien).
En décembre 2006, il sort son quatrième album studio, Φίλοι και Εχθροί (Fili ke ehthri – Amis et Ennemis) dont les chansons Να Είσαι Εκεί (Na ise eki – Sois là), Αισθήματα (Esthimata - Sentiments), Χέρια Ψηλά (Heria psila – Les mains en l’air) furent de gros succès.
En mars 2007, il collabore avec le groupe de rock allemand Reamonn et sort le titre Tonight – Simera avec les paroles grecques de Eleana Vrahali (el). Plus tard en juin, il sort le single Πιο Πολύ (Pio Poly - Plus) dans un CD quatre titres.
Il fait à nouveau une tournée grecque. En octobre et novembre, il a fait une tournée européenne : Allemagne, Pays Bas, Suisse et Belgique. En décembre 2007, il sort son second album live Zontana Sto Likavitto qui devient disque de platine dès la première semaine de sa sortie. Il apparaît en jusqu'en mai 2008 sur Vox avec Glykeria.
Son septième album, 7, sort le 29 octobre 2008 et est sept fois disque de platine (dont cinq fois en Grèce).
S'ensuivent Mihalis et To Kalitero Psema en 2010, Tharros I Alitheia en 2011, I Agapi Dinamonei en 2013.

### Problèmes judiciaires
Michális Chatzigiánnis est poursuivi par la justice grecque pour fraude fiscale : il n'aurait pas déclaré 5 millions d'euros de revenus pour la période 2010-2011. Le procureur a refusé l'appel du chanteur. Il devrait être jugé. Il est aussi accusé de blanchiment d'argent dans le cadre d'activités illégales à Chypre.

## Discographie
- 1995 : Senario
- 1997 : O Mihalis Hatzigiannis Tragoudia Doro Georgiadi
- 1997 : Anonimon Patridon
- 1998 : Epafi
- 2000 : Parakseni Yiorti
- 2002 : Krifo Fili
- 2004 : Akatallili Skini
- 2006 : Live
- 2006 : Filoi Ki Ehthri
- 2007 : Zontana Sto Likavitto
- 2008 : 7
- 2010 : Mihalis
- 2010 : To Kalitero Psema
- 2011 : Tharros I Alitheia
- 2013 : I Agapi Dinamonei

### CD Singles
- 1998 : Genesis
- 2001 : I Mikres Mas Istories
- 2001 : Mono Sta Oneira
- 2001 : I Titli Tou Telous
- 2002 : Den Eho Hrono
- 2003 : Monos Mou
- 2004 : R-20
- 2005 : Oneiro Zo
- 2006 : Ola I Tipota
- 2007 : Pio Poli
- 2010 : To Kalokairi Mou
- 2010 : Everyone Dance

## Contributions artistiques

### En tant que chanteur
- Aggigma Psihis (1998) [3 Chansons]
- Parakseno Fos - Kháris Alexíou [Duo]
- I Orhistra Tou Pemptou Galaksia [2 Chansons]
- OST Treasure Planet (2002) [1 Chanson]

### En tant que compositeur
- 2003 : Vale Mousiki - Despina Olympiou [1 Chanson]
- 2004 : Ehoume Logo - Despina Olympiou [3 Chansons]
- 2004 : Ola Sto Fos - Eleftheria Arvanitaki [2 Chansons]
- 2005 : Os Ekei Pou I Kardia Bori N'Andexi - Natassa Theodoridou [4 Chansons]
- 2006 : Paidi Akoma - Eleni Peta [2 Chansons]
- 2006 : Vrohi Ton Asterion - Glikeria [3 Chansons]
- 2006 : Pame Makria - Kostas Makedonas [2 Chansons]
- 2006 : Einai Kapoies Agapes (2nd edition) - Paschalis Terzis [1 Chanson]
- 2007 : Mazi Horista - Despina Olympiou [13 Chansons]
- 2007 : Me To Na Podi Sta Astra - Giorgos Dalaras [2 Chansons]

## Vidéos
- 1999 : To Soma Pou Zitas
- 2000 : Mono Sta Oneira
- 2000 : Parakseni Yiorti
- 2001 : I Titli Tou Telous
- 2002 : To S'Agapo
- 2002 : Horis Anapnoi
- 2002 : Eisai Edo
- 2003 : Monos Mou
- 2003 : Party
- 2004 : Yia Sena
- 2004 : Pu Einai I Agapi
- 2005 : Afta Pou Tha Lega Se Sena
- 2005 : Oneiro Zo
- 2006 : De Fevgo
- 2006 : Ola I Tipota
- 2006 : Na Eisai Ekei
- 2007 : Heria Psila
- 2007 : An Den Kitazo Esena
- 2007 : Pio Poli
- 2007 : O Paradeisos [De ftiahtike Gia Mas] (avec Despina Olympiou)